# マラルベルゴ
マラルベルゴ（伊: Malalbergo）は、イタリア共和国エミリア＝ロマーニャ州ボローニャ県にある、人口約9,100人の基礎自治体（コムーネ）。

## 地理

### 位置・広がり

#### 隣接コムーネ
隣接するコムーネは以下の通り。括弧内のFEはフェラーラ県所属を示す。
- バリチェッラ
- ベンティヴォーリオ
- ガッリエーラ
- ミネルビオ
- ポッジョ・レナーティコ (FE)
- サン・ピエトロ・イン・カザーレ

### 気候分類・地震分類
マラルベルゴにおけるイタリアの気候分類 (it) および度日は、zona E, 2329 GGである。
また、イタリアの地震リスク階級 (it) では、zona 3 (sismicità bassa) に分類される。

## 行政

### 分離集落
マラルベルゴには、以下の分離集落（フラツィオーネ）がある。
- Altedo, Casoni, Pegola, Ponticelli, Casette di Malalbergo

## 姉妹都市
2016年12月31日現在、マラルベルゴには姉妹都市がない。